# Guido Ceronetti
Guido Ceronetti (Turín, Italia, 24 de agosto de 1927-Cetona, Italia; 13 de septiembre de 2018) fue un escritor, periodista, poeta, titiritero y traductor italiano.

## Biografía
Ceronetti comenzó a escribir en 1945. 
En 1970 creó, junto a su mujer, Erica Tedeschi, la performance de marionetas Teatro dei sensibili.[cita requerida]
Su colaboración con el periódico La Stampa, iniciada en 1972, continuó hasta sus últimos días. Destacó como cronista desencantado de la sociedad moderna. Ha utilizado su amplia erudición y teatralidad para transmitir la magia de la poesía y la literatura. Su prosa, constituida por textos breves y aforísticos, ha sido comparada con la del escritor rumano Emile Cioran.[cita requerida]
Como traductor, Ceronetti fue el responsable de llevar al italiano tanto clásicos latinos y textos bíblicos como a poetas modernos.[cita requerida]
En 1994 se incorporó a los Archivos de la Biblioteca Cantonal de Lugano, el fondo Guido Ceronetti, que el escritor denominó jocoso "el fondo sin fondo", en el que recogen obras publicadas e inéditas, manuscritos, cuadernos de poesía y traducciones, cartas, guiones para cine y radio, dibujos y obra gráfica, mosaicos y postales. Con ellas se preparó en 2000 la exposición Dalla buca del tempo: la cartolina racconta.[cita requerida]

## Muerte
Tras una breve recuperación de bronconeumonía, Ceronetti falleció en su casa de Cetona (provincia de Siena) a los 91 años.

## Algunas obras
- El monóculo melancólico (L´occhiale malinconico, 1984; traducción española: Acantilado, 2013).
- Los pensamientos del té (Pensieri del te, 1994, traducción española: Muchnik Editores, 1997).
- El silencio del cuerpo (Il silenzio dei corpi, 1994; traducción española: El Acantilado, 2006).
- El Cantar de los Cantares (Cantico dei cantici, Traducción al italiano y ensayo sobre el mismo; traducción española, El Acantilado, 2001).
- La linterna del filósofo (La lanterna del filosofo, 2005; traducción española: El Acantilado, 2010).